# Алшалы
Алшалы (каз. Алшалы, до 1992 г. — Успеновка) — село в Толебийском районе Туркестанской области Казахстана. Административный центр Когалинского сельского округа. Код КАТО — 515857100.

## Население
В 1999 году население села составляло 325 человек (166 мужчин и 159 женщин). По данным переписи 2009 года, в селе проживали 544 человека (271 мужчина и 273 женщины).